# 顶毛藻属
顶毛藻属（学名：Acrothrix）为索藻科的一个属。

## 下属物种
本属包括以下物种：
- 纤细顶毛藻 Acrothrix gracilis Kylin
- Acrothrix neglecta (Batters) Kuckuck, 1929
- 顶毛藻 Acrothrix pacifica Okam.et Yamada